# Bakterieller Inhibitionstest

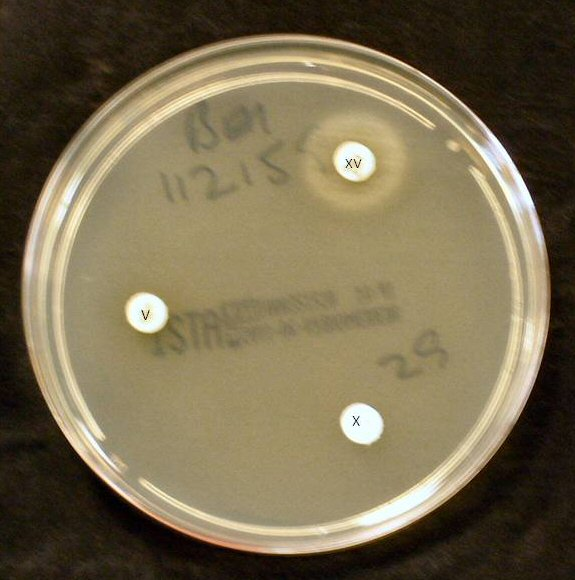
Haemophilus influenzae benötigt Stoff X und Stoff V als Wachstumsfaktoren. Wenn einer der beiden Stoffe fehlt, entstehen keine Kolonien.

Ein bakterieller Inhibitionstest (englisch bacterial inhibition assay, auch bakterieller Hemmtest) ist eine mikrobiologische Methode zur semiquantitativen Bestimmung der Konzentration eines Nährstoffs durch Zellkultur von Bakterien auf einem festen Nährmedium. Umgekehrt kann der bakterielle Inhibitionstest auch zur Bestimmung von Auxotrophien im Stoffwechsel von Mikroorganismen verwendet werden.

## Prinzip
Die Zugabe einer Probe mit einem im Nährmedium fehlenden Nährstoff führt mit ansteigender Konzentration zu einem beschleunigten Wachstum von Mikroorganismen, für die dieser Nährstoff essentiell ist. Das beschleunigte Wachstum der verwendeten Mikroorganismen führt zu vergrößerten Durchmessern der Kolonien auf dem festen Nährmedium nach einer für den Mikroorganismus typischen Inkubation, meistens für ein bis drei Tage bei Temperaturen zwischen 30 und 37 °C. Anschließend wird der Durchmesser der Kolonien mit den Durchmessern bei Verdünnungsreihen von Positivkontrollen verglichen und somit die Konzentration des fehlenden Stoffes abgeschätzt.

### Guthrie-Test
Der Guthrie-Test ist ein bakterieller Inhibitionstests zur Bestimmung von Phenylalanin bei Neugeborenen.